# Felix Schlag
Felix Oscar Schlag (Francoforte sul Meno, 4 dicembre 1891 – Owosso, 9 marzo 1974) è stato un medaglista statunitense di origine tedesca, noto per il disegno della moneta statunitense da 5 centesimi, in uso dal 1938 al 2004.

## Biografia
Felix nacque in Germania, a Francoforte sul Meno e si trasferì negli Stati Uniti nel 1929. Da giovane prese parte con l'esercito alla I guerra mondiale.
Il 21 aprile del 1938 il disegno di Schlag per il Jefferson nickel fu scelto da Nellie Tayloe Ross, direttore della United States Mint. Schlag vinse 1 000 dollari per il disegno della moneta; era un artista che aveva vinto altri premi in Europa. Purtroppo il premio fu speso per il funerale della moglie. Negli anni 1930 Felix ebbe diverse commissioni per sculture e vinse altri premi artistici.
Schlag accettò l'offerta dell'amministrazione statunitense di porre le sue iniziali, FS, sulla moneta a cominciare dal 1966.
L'artista si trasferì a Owosso, nel Michigan, dove morì e fu sepolto. Lui e la moglie Anna, sposata nel 1920, ebbero tre figli: Feliza (1920), Leo (1921) e Hilda (1929).